# Denisse Fajardo
Denise Fajardo García (Lima, 1 de juliol de 1964) és una exjugadora de voleibol peruana. Competí a tres Jocs Olímpics (1980, 1984, 1988) i aconseguí la medalla d'argent als Jocs Olímpics de Seúl 1988.
Recepcionista-atacant, jugà a la Divisió Superior Nacional de Voleibol peruana amb la Universitat San Martín (1982-86 i 1988-89), Alianza Lima (1991-93), acosenguint dues Lligues, i Club Sipesa Juventus (1994-96), amb el qual es proclamà campiona Sud-americana de clubs (1995). També competí a la Lliga italiana amb el Yoghi Ancona (1986-1992), amb el qual guanyà una Copa CEV (1988), i Florens Castellana Grotte (1992-94) 
Internacional amb la selecció peruana de voleibol en categories inferiors, es proclamà subcampiona del Món sub-21 (1981). Amb la selecció absoluta competí entre 1980 i 1993, amb la que aconseguí la majoria dels èxits del combinat nacional. Feu el seu debut internacional als Jocs Olímpics de Moscou 1980, finalitzant en sisena posició, i també participà als Jocs Olímpics de Los Angeles 1984 (4a posició) i Seúl 1988 (medalla d'argent). Disputà també dos campionats del Món, on guanyà una medalla d'argent (1982, essent escollida millor rematadora del torneig), i una de bronze (1986). A nivell continental, aconseguí un subcampionat (1987) i dues medalles de bronze (1983, 1991) als Jocs Panamericans i es proclamà campiona Sud-Americana en quatre ocasions (1983, 1985, 1987, escollida MVP del torneig, 1989).

## Palmarès
Clubs
- 1 CEV Challenge Cup femenina (1988)
- 2 Lligues peruanes de voleibol femenina (1991-92, 1992-93)

Selecció peruana
- 1 medalla d'argent als Jocs Olímpics de Seúl 1988
- 1 medalla d'argent als Campionats del Món de voleibol femení (1982)
- 1 medalla de bronze als Campionats del Món de voleibol femení (1986)
- 1 medalla d'argent als Jocs Panamericans (1987)
- 2 medalles de bronze als Jocs Panamericans (1983, 1991)
- 4 medalles d'or als Campionats Sud-americans de voleibol femení (1983, 1985, 1987, 1989)
- 2 medalles d'argent als Campionats Sud-americans de voleibol femení (1981, 1991)